# Kolano hamburskie
Kolano hamburskie – element składowy rurociągu stalowego w kształcie łuku. W procesie technologicznym wykorzystującym rozpęczanie rury wraz z jej wyginaniem uzyskujemy kolano rurowe o bardzo małym promieniu. Umownie promień gięcia określany jest poprzez liczbę średnic nominalnych rury, które wpiszą się pomiędzy osiami łuku wygiętego o 180 stopni.